# Power Macintosh 5260
Le Power Macintosh 5260, vendu aussi sous le nom de Performa 5260 et Performa 5270, était une version allégée du 5300. Il utilisait le même processeur que ce dernier (un PowerPC 603e à 100 MHz, mais disposait d'un disque dur plus petit (d'une capacité de 800 Mo contre 1,2 Go pour le 5300) et ne possédait pas de mémoire cache de niveau 2.
Le 5260 fut mis à jour en octobre 1996 avec un processeur cadencé à 120 MHz et 16 Mio de mémoire en standard. Ce modèle fut vendu eu Europe et en Asie à partir de décembre 1996 sous le nom de Performa 5280.

## Caractéristiques
- processeur : PowerPC 603e 32 bit cadencé à 100 MHz
- bus système 64 bit à 40 MHz
- mémoire morte : 4 Mio
- mémoire vive : 8 Mio  (Performa 5260/100, Performa 5270) ou 16 Mio (Power Mac 5260/100, Power Mac 5260/100, Performa 5260/120, Performa 5280), extensible à 64 Mio
- mémoire cache de niveau 1 : 32 Kio
- mémoire cache de niveau 2 : optionnelle (256 Kio en standard sur le Power Mac 5260/100)
- disque dur IDE de 800 Mo (Power Mac 5260/100, Performa 5260/100), 1,2 Go (Performa 5270, Performa 5260/120, Power Mac 5260/120, Performa 5280)
- lecteur de disquette 1,44 Mo 3,5"
- lecteur CD-ROM 4x (8x pour les modèles à 120 MHz)
- mémoire vidéo : 1 Mo de DRAM (mémoire vive dédiée)
- écran intégré 15" couleur shadow-mask
- résolutions supportées :
  - 640 × 480 en 16 bit (milliers de couleur)
- slots d'extension:
  - 1 slot d'extension LC PDS
  - 1 slot comm
  - 1 slot entrée/sortie vidéo ou tuner TV
  - 2 connecteurs mémoire de type SIMM 72 broches (vitesse minimale : 80 ns)
- connectique:
  - 1 port SCSI (DB-25)
  - 2 ports série Din-8
  - 1 port ADB
  - sortie vidéo DB-15 optionnelle
  - sortie audio : stéréo 16 bit
  - entrée audio : mono 16 bit
- haut-parleur stéréo intégré
- microphone mono
- dimensions : 44,4 × 38,4 × 40,6 cm
- poids : 20,4 kg
- alimentation : 125 W
- systèmes supportés : Système 7.5.3 à Mac OS 9.1